# Промышленная инженерия

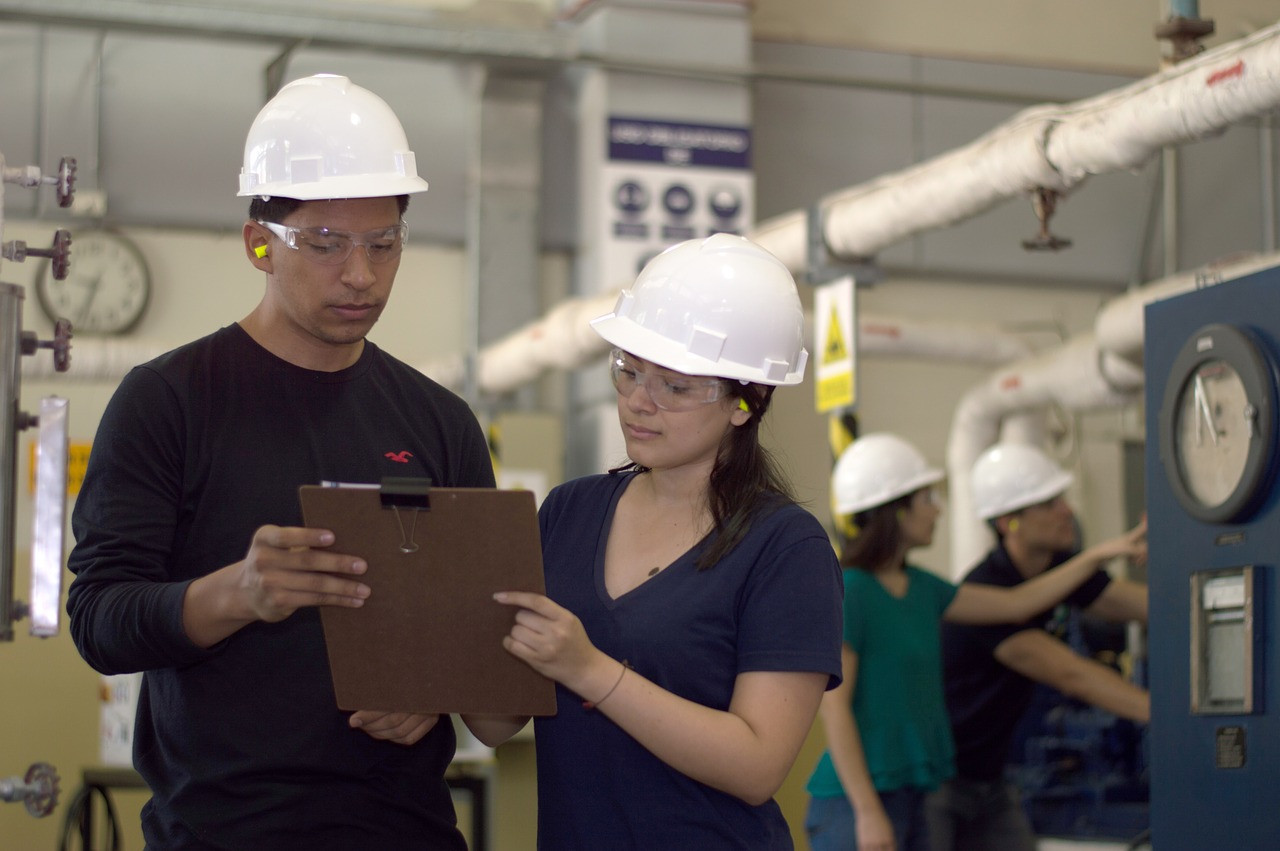
Промышленные инженеры на заводе

Промы́шленная инженери́я, производственная инженерия (англ. Industrial engineering) — инженерная дисциплина, включающая в себя проектирование интегрированных систем и процессов для обслуживания промышленных объектов, производственных предприятий, оборудования и др. Промышленная инженерия использует принципы и методы инженерного анализа для организации и оптимизации операционных систем, ресурсов, материалов, бюджетов и персонала. Для прогнозирования и оценки результатов деятельности производственных систем промышленная инженерия опирается на такие области знания, как математика, физика, методы моделирования, методы прогнозирования и общественные науки.
На основе этих результатов они могут создавать новые системы, а также повышать качество продукции и производительность других систем и машин. В зависимости от специальности инженера в промышленную инженерию могут входить: исследование операций, системотехника, машиностроение, строительная инженерия, инженерный менеджмент, финансовый инжиниринг, эргономика. Смежными дисциплинами промышленной инженерии являются исследование операций, системотехника, менеджмент, эргономика, системная инженерия и др.
Промышленная инженерия исследует субъективные факторы и их связь с техническими аспектами и другими факторами, влияющими на ситуацию в целом, в то время как другие инженерные дисциплины сосредоточены в основном на проектировании объектов как неодушевлённых предметов.
Промышленные инженеры осуществляют анализ производственных и операционных графиков, технических и технологических спецификаций, оценку методов производства, с последующей разработкой планов и стратегий по улучшению технологического процесса, увеличению эффективности производства и выпуска продукции. Промышленные инженеры разрабатывают и внедряют процедуры, обеспечивающие снижение затрат путём мониторинга систем управленческого контроля и финансового планирования.

## История
Основоположником промышленной инженерии считается Ф. Тейлор (1856—1915). В 1884 году он первым использовал систему дифференциальной оплаты за производительность труда. С 1895 года организовал всемирно известные исследования по научной организации труда. В 1911 году Тейлор опубликовал книгу «Принципы научного управления», в которой с научной точки зрения предложил обеспечивать повышение производительности труда за счёт оптимизации работы и упрощения производственного процесса.
Э. Деминг, один из основателей Американского общества по контролю качества, считается одним из основоположников процесса возрождения японской экономики в послевоенные годы. Впервые Деминг посетил Японию в 1946 году. При содействии Японского союза учёных и инженеров он выступил с высоко оценённым высшими руководителями японских компаний циклом лекций по методам статистического контроля качества, что положило начало организованному процессу массового обучения менеджеров, а также управляющих всех уровней, научно-технического персонала, рядовых рабочих и служащих компаний.
В 1951 году в Японии была учреждена премия имени Деминга (Demings Prize) за качество и надёжность продукции для японских предприятий. Работа Деминга в Японии (1940—1950-е гг.) предопределила вывод Японии на лидирующие позиции в международном производстве и бизнесе.
Деминг развивал идеи У. Шухарта — американского учёного и консультанта по теории управления качеством, почётного члена Американского общества качества (ASQ), который считается «отцом статистического управления качеством». Шухарт заложил основы оценки качества, распространившиеся к концу XX века по всему индустриальному миру.
Большой вклад в развитие промышленной инженерии внёс израильский учёный Дж. Рубиновиц. После получения образования в области промышленного и управленческого машиностроения он работал главным аналитиком систем управления в Центре вычислительных и информационных систем Армии обороны Израиля (1969—1973). Руководил группой промышленных ИТ-специалистов (1973—1983) в компании Israel Aerospace Industries, где было разработано программное обеспечение для планирования производственных ресурсов. В компании Control Data Corporation (Израиль) работал над созданием компьютеризированной системы управления техническим обслуживанием [Computerized Maintenance Management System (CMMS)], которая была распространена в разных странах мира (США, Южная Африка, Нидерланды , Австралия и др.). Комплекс программного обеспечения включал в себя: базу данных оборудования предприятия; модули планирования проведения технического обслуживания и планово-предупредительного ремонта; модуль складского учёта; модуль учёта человеко-часов, расхода запчастей и материалов, а также времени на выполнение плановых и внеплановых ремонтов, потраченных ресурсов на отдельно взятые объекты в ходе технического обслуживания и др.
В 1990-х гг. промышленная инженерия фокусируется на управлении цепочками поставок и разработке бизнес-процессов, ориентированных на клиента. Важной вехой в этой области является теория ограничений, разработанная израильским учёным Э. М. Голдраттом в 1985 г. Теория ограничений предлагает также более общий системный подход к поиску и снятию ограничений, который может быть применён не только в производстве, но и в других системах. Решения для операционных процессов и управления производством, управления финансами и прочих сфер основаны на том, чтобы выявлять ограничения и управлять ими.
В XXI веке промышленные инженеры широко используют компьютерное моделирование. Поскольку часто бизнес-процессы описываются как последовательность отдельных дискретных событий, стали востребованы следующие отрасли математики: дискретно-событийное моделирование, математическое моделирование (математическая оптимизация, теория вероятностей и теория массового обслуживания), методы для системного анализа, оценки исследования в области машинного обучения и др.